# Лука Ді Маджіо
Лука Ді Маджіо (31 березня 2005) — італійський футболіст, півзахисник клубу «Інтер» Мілан, який на правах оренди грає за клуб «Перуджа».

## Клубна кар'єра
Ді Маджо розпочав свою кар'єру в молодіжній академії міланського «Інтера». 9 серпня 2024 року Ді Маджо приєднався до клубу Серії С «Перуджа» на правах оренди на сезон. Через два дні Ді Маджо дебютував на професійному рівні, вийшовши на заміну в матчі Кубка Італії Серії С проти «Латини».

## Кар'єра у збірній
Ді Маджіо — італійський молодіжний гравець.
У травні 2022 року Ді Маджіо взяв участь у чемпіонаті Європи 2022 року серед юнаків до 17 років, на якому Італія програла у чвертьфіналі, зіграв чотири матчі та забивши один гол.
У липні 2024 року Ді Маджіо взяв участь у чемпіонаті Європи 2024 серед юнаків до 19 років, зіграв чотири матчі та забив один гол. Його хороші виступи забезпечили йому місце в збірній турніру.

## Стиль гри
Ді Маджо називають сучасним півзахисником, його хвалять за працьовитість, цілеспрямованість, атакувальні дії та вміння бити по воротах. Своїм головним ідеалом він називає Ніколо Бареллу.

## Титули і досягнення
Індивідуальний
- Збірна чемпіонату Європи УЄФА серед юнаків до 19 років: 2024[4]